# Meat Puppet
Meat Puppet (с англ. — «Мясная марионетка», в переносном смысле — проститутка) — компьютерная игра в жанре action, выпущенная в 1997 году компанией Playmates. Широкого распространения в мире не получила. Игра представляет собой изометрический платформер наподобие Diablo. Управление осуществляется мышью.

## Сюжет игры
Сюжет «Meat puppet» разворачивается в 2026 году, в перенёсшем техногенную катастрофу Лос-Анджелесе, превратившемся в индустриальный ад. Загрязнённая Земля доживает свой последний век. Население деградировало. Преступность давно стала нормой общественной жизни. Во главе разрушенного государства стоят некие таинственные люди, называющие себя Послами. Хотя, неизвестно, что это за люди, откуда они появились, и люди ли это вообще. Неизвестно, виновны ли были Послы в столь плачевном состоянии, в котором оказалась планета, но некая противоборствующая организация всерьёз намерена покончить с ними. Во главе этой организации (о которой известно не больше, чем о Послах), стоит некий получеловек-полукиборг (а может и абсолютный искусственный интеллект) по-имени Мартинет (Martinet). Именно он похищает жрицу любви Лотос (Lotos Abstraction), и принуждает её сменить род занятий. Так уличная проститутка становится наёмной убийцей. Отказаться от работы на Мартинета Лотос не может, так как в её теле установлено взрывное устройство, именуемое "клоническим детонатором", которое готово сработать при малейшем неподчинении, или же при опоздании с выполнением заказа. Не желая разлететься на куски, девушка берёт в руки т.н. triggermortirs readykill- универсальное оружие (пулемёт, огнемёт и ракетница в одном комплекте) и отправляется на отстрел Послов.
Выйдя на улицы погибающего города, Лотос оказывается в окружении толп дегенератов, некогда бывших людьми, бессмертных мутантов и роботов, каждый из которых считает своим долгом прикончить её. Наряду с зомбообразными бродягами и уродливыми мутантами можно встретить детей-убийц, вооружённых тесаками. Подступы к логовам Послов охраняют андроиды и киборги, вооруженные огнестрельным оружием и футуристическими биовинтовками.
Во время путешествия Лотос общается по мобильному коммуникатору с кукловодом-оператором Думейном (Dumaine), который даёт подсказки и направляет её. Для прохождения некоторых ловушек героине приходится использовать акробатические трюки. Думейн сам является заложником Мартинета, и жаждет вырваться из-под его контроля, поэтому они с Лотос быстро становятся партнёрами и друзьями. Вместе им предстоит распутать клубок интриг, связанных с послами и Мартинетом, победить всех своих врагов, включая хозяина, и при этом остаться в живых. В процессе игры, Лотос приобретает модуль автоматического взлома и защитный костюм, который можно заряжать как при помощи аккумуляторов, так и посредством обычного электрического разряда (при этом сама Лотос теряет здоровье).
Декорации города будущего выражены в тёмных, нуаровых тонах. Давящая атмосфера дополняется соответствующим техно-саундтреком.
Чтобы хоть как-то снизить чрезмерный уровень жестокости, создатели изменили цвет крови убитых детей-маньяков, а также внутренностей Лотос после клонической детонации, с красного - на светло-розовый.
Основные локации:
- Улицы Лос-Анджелеса
- Институт Изучения Металлов и Полимеров
- Клиника Евгеники
- Подземные коммуникации
- Дистопия (оружейная фабрика)
- Львы Индустрии (металлургический комбинат)
- Дом Плазмы (лаборатория изучающая плазму и протоплазму)
- Интроспект (глобальный информационный сервер, логово Мартинета)

## Рецензии
Известнейший и авторитетнейший игровой сайт GameSpot поставил игре оценку 4,3 балла из 10 со статусом «poor» (рус. жалкий, убогий).
Американский игровой веб-сайт Game Revolution в своём обзоре игры оценил её пометкой B-, что приблизительно эквивалентно 60%. Положительно были отмечены интересная история и интригующий сюжет, а также отличная графика. Отрицательно были отмечены плохой геймплей и очень большая сложность игры.